# Cinnamomum psychotrioides
Cinnamomum psychotrioides là loài thực vật có hoa trong họ Nguyệt quế. Loài này được (Kunth) Kosterm. miêu tả khoa học đầu tiên năm 1961.